# Líneas de Floriana
Las líneas de Floriana (en maltés: Is-Swar tal-Furjana) son una línea de fortificaciones en Floriana, Malta, que rodean las fortificaciones de La Valeta y forman las defensas exteriores de la ciudad capital. La construcción de las líneas comenzó en 1636 y recibieron el nombre del ingeniero militar que las diseñó, Pietro Paolo Floriani. Las Líneas de Floriana se modificaron a lo largo de los siglos XVII y XVIII, y se usaron durante el bloqueo francés de 1798–1800. Hoy en día, las fortificaciones todavía están en gran parte intactas, pero están bastante deterioradas y necesitan restauración.
Las Líneas de Floriana se consideran entre las más complicadas y elaboradas de las fortificaciones hospitalarias de Malta. Desde 1998, han estado en la lista provisional de sitios del Patrimonio Mundial de la Unesco, como parte de las Fortificaciones de los Caballeros alrededor de los Puertos de Malta.

## Historia

### Antecedentes y construcción
La ciudad de La Valeta fue fundada el 28 de marzo de 1566 por Jean de Valette, el Gran Maestre de la Orden de San Juan. La ciudad ocupaba aproximadamente la mitad de la península de Sciberras, un gran promontorio que separaba el Gran Puerto de Marsamxett, y estaba protegida por fortificaciones de traza italiana, incluido un frente terrestre con cuatro baluartes, dos caballeros y un foso profundo. Aunque estas fortificaciones estaban bien diseñadas, a principios del siglo XVII no eran lo suficientemente fuertes para resistir un gran ataque debido a los nuevos desarrollos tecnológicos que aumentaron el alcance de la artillería.
En 1634, se temía que los otomanos atacaran Malta. El Gran Maestre Antoine de Paule pidió ayuda al Papa Urbano VIII para mejorar las fortificaciones de la isla. El Papa envió a Pietro Paolo Floriani para examinar las defensas, quien en 1635 propuso construir una segunda línea de fortificaciones alrededor del Frente Terrestre de La Valeta. Algunos miembros de la Orden y varios ingenieros militares se opusieron enérgicamente a estos planes, ya que la gran guarnición necesaria para tripular las líneas se consideró demasiado costosa. Eventualmente, De Paule decidió construir las líneas, ya que hubiera sido impropio estar en desacuerdo con el ingeniero militar del Papa. El alguacil Gattinara renunció a su cargo en la Comisión de Fortificaciones en protesta.
El trabajo en las líneas comenzó en 1636, pero no se llevó a cabo ninguna ceremonia para conmemorar la colocación de la primera piedra debido a la controversia en torno a la construcción. Dado que la fortificación era costosa, el nuevo Gran Maestre Juan de Lascaris impuso un nuevo impuesto sobre los bienes inmuebles. Este impuesto creó disputa entre la Orden y el clero, que protestó ante el Papa. Algunos sacerdotes también influyeron en la población para que participara en una protesta nacional, pero los planes se filtraron a las autoridades y los líderes fueron arrestados.
Las fortificaciones recibieron el nombre de Líneas de Floriana en honor a su arquitecto. En junio de 1640, las líneas se consideraban parcialmente defendibles, aunque aún incompletas.

### Mejoras y modificaciones

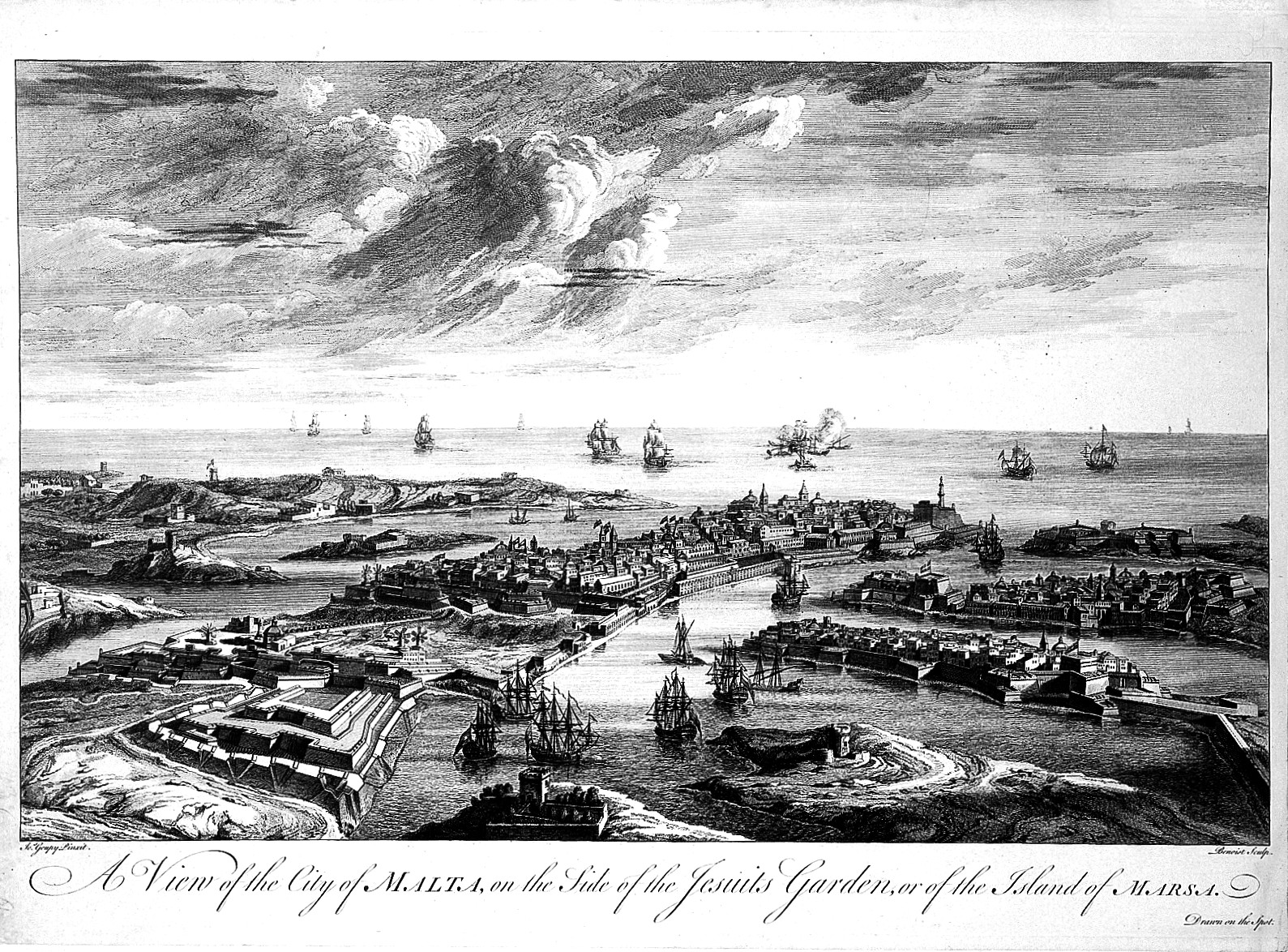
Vista del Gran Puerto c. 1725, con las Líneas de Floriana visibles a la izquierda

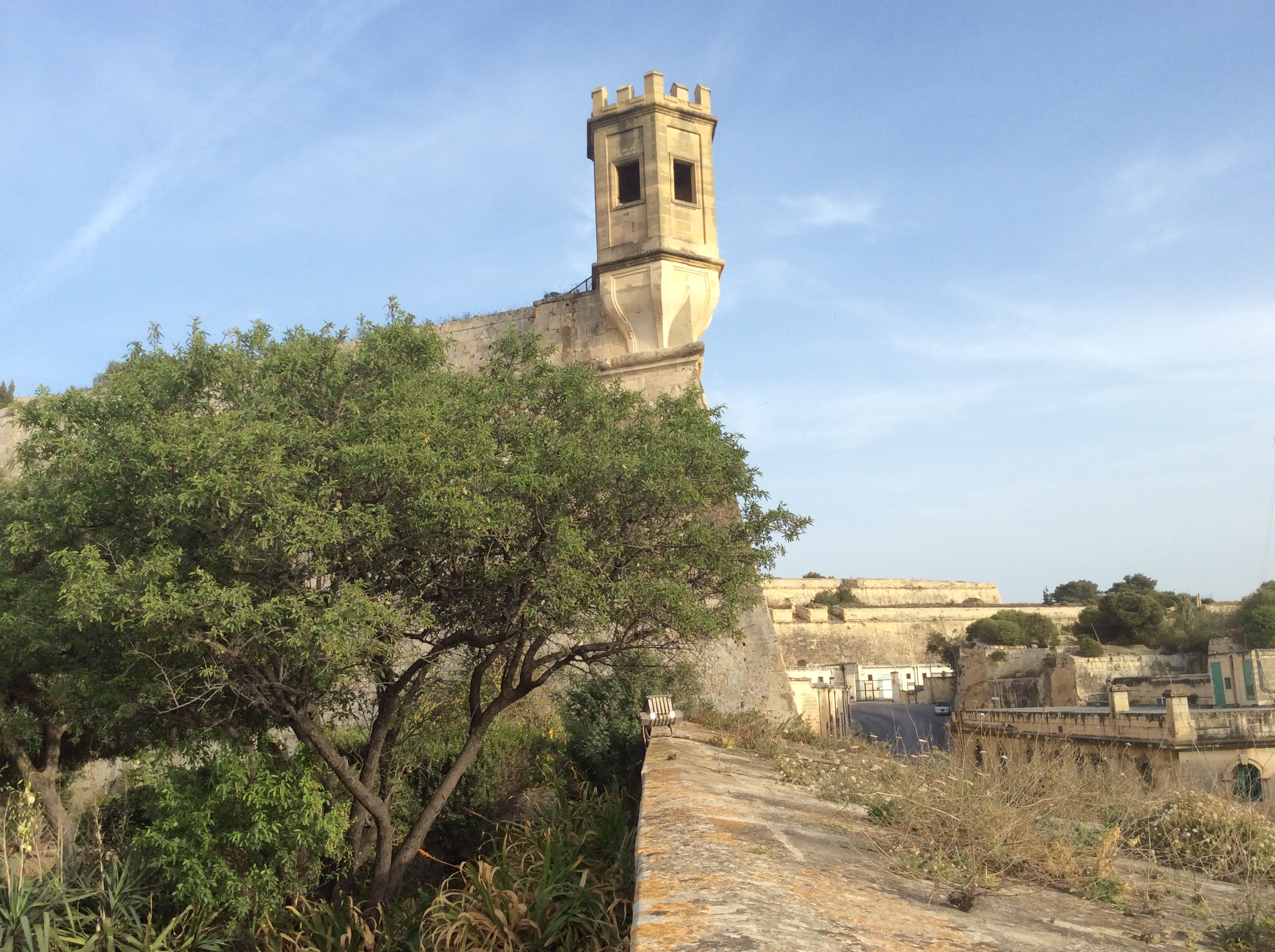
Floriana Lines vista desde los jardines de Sa Maison

Los temores de un ataque otomano volvieron a surgir tras la caída de Candia en 1669, y al año siguiente el Gran Maestre Nicolás Cotoner invitó al ingeniero militar Antonio Maurizio Valperga a mejorar las fortificaciones. En ese momento, las Líneas de Floriana todavía estaban en construcción y se habían identificado varios puntos débiles en su diseño original, especialmente porque los semibaluartes que formaban los dos extremos del frente terrestre eran demasiado agudos y no podían defenderse bien. Valperga intentó corregir estos defectos realizando una serie de modificaciones en el bastión de San Salvatore en el extremo occidental de las líneas y construyendo un falsabraga alrededor de todo el frente terrestre y un hornabeque coronado cerca del extremo oriental. En la década de 1680, el ingeniero flamenco Carlos de Grunenbergh realizó algunas modificaciones menores.
El trabajo en las modificaciones de Valperga a las líneas avanzó lentamente y, a principios del siglo XVIII, las obras exteriores, el glacis y el enceinte frente a Marsamxett aún estaban sin terminar. Las obras continuaron bajo la dirección de varios otros ingenieros, incluido Charles François de Mondion, y las líneas se completaron en gran medida cuando se construyó Porte des Bombes en 1721. Se realizaron más modificaciones durante las décadas siguientes, como la construcción del Trinchera Norte en la década de 1730.
En 1724, se fundó el suburbio de Floriana en el área entre las Líneas de Floriana y el Frente Terrestre de La Valeta. El suburbio se llamó Borgo Vilhena en honor al Gran Maestre António Manoel de Vilhena, pero se conocía comúnmente como Floriana. Ahora es una ciudad por derecho propio.

### Ocupación francesa y dominio británico
Las fuerzas francesas invadieron Malta en junio de 1798 y la Orden capituló después de un par de días. Los franceses ocuparon la isla hasta septiembre, cuando los malteses se rebelaron y bloquearon las fuerzas francesas en la zona del puerto con ayuda extranjera. Las Líneas de Floriana permanecieron bajo control francés durante todo el bloqueo, y los malteses construyeron la batería Tas-Samra y una batería en Corradino para bombardearlas.
Después de que los británicos se apoderaran de Malta en 1800, las líneas siguieron siendo un establecimiento militar funcional. Se realizaron una serie de modificaciones menores, incluida la ampliación de Porte des Bombes, la demolición de una luneta y algunas otras puertas, y la adición de polvorines y travesaños.

### Historia reciente

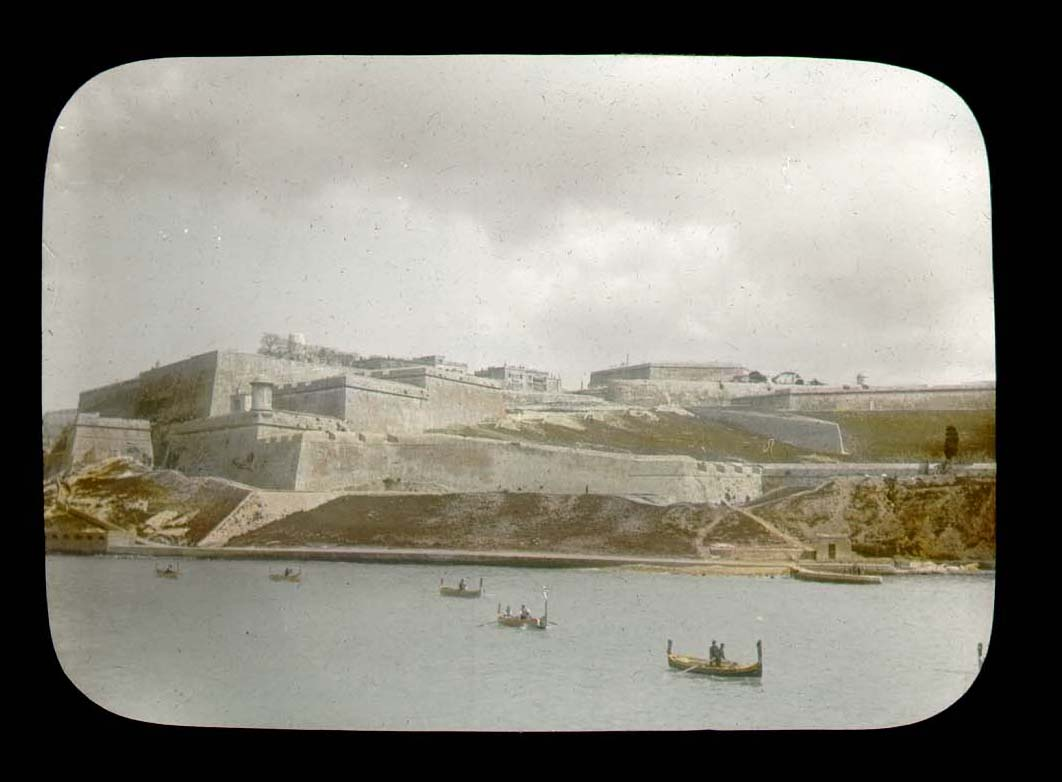
Sección de las fortificaciones que fue demolida y ahora está ocupada por el Grand Hotel Excelsior

Las fortificaciones se incluyeron en la Lista de Antigüedades de 1925, y también figuran en el Inventario Nacional de Bienes Culturales de las Islas Maltesas.
En la década de 1970, partes de la vía secreta y el glacis fueron destruidos para dar paso a grandes tanques de almacenamiento. Hoy en día, las líneas todavía están más o menos intactas, pero algunas partes están en un estado bastante ruinoso y necesitan restauración.

## Diseño

### Frente terrestre

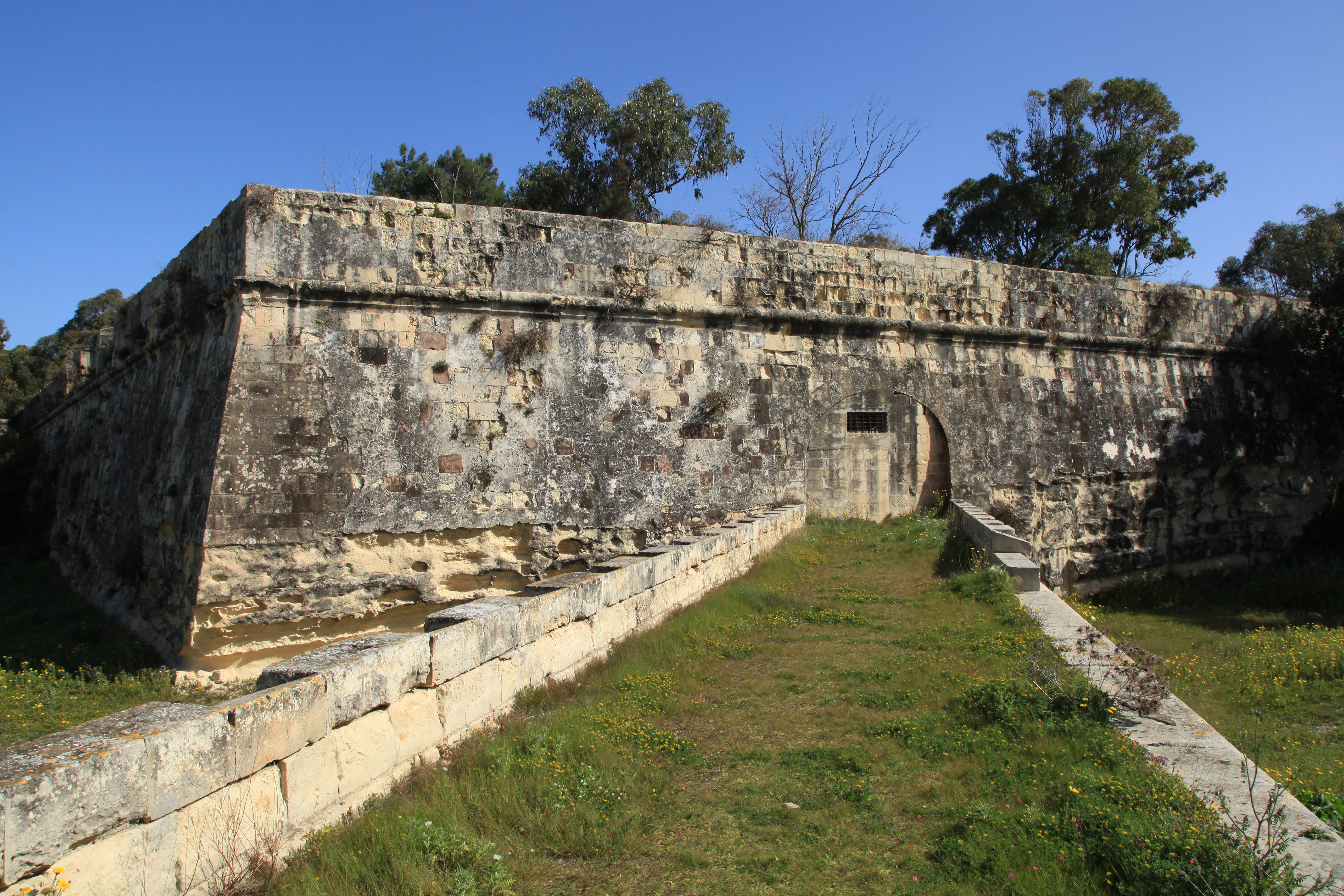
Falsabraga cerca del Bastión de San Felipe

El Frente Terrestre de Floriana es el gran recinto con bastiones que encierra el acceso terrestre al Floriana. Consiste en lo siguiente:
- Bastión de Provenza, también conocido como Bastión de San Salvatore o Bastión de Sa Maison, un semibastión recortado que fue muy alterado a lo largo de los siglos XVII y XVIII.[1]
- Cortina de Notre Dame: muro de cortina que une los bastiones de San Salvatore y St. Philip.[17] Contenía la Puerta de Notre Dame, que fue parcialmente demolida en la década de 1920 para adaptarse a los requisitos del tráfico.[18]
- Bastión de San Felipe: un gran bastión de ángulo obtuso en el centro del frente terrestre.[19] Se restringe con los siguientes baluartes:
  - Bastión de San Santiago[20]
  - Bastión de San Lucas[21]
- Cortina de Santa Ana: muro cortina que une los bastiones de San Felipe y San Francisco.[22] Contenía la Puerta de Santa Ana, que fue reemplazada por una puerta más grande en 1859. La puerta más grande también fue demolida en 1897 para facilitar el flujo de tráfico.[14]
- Bastión de San Francisco: un gran semibastión vinculado al Bastión Polverista del recinto del Gran Puerto.[23] Está recortado con Bastión de San Marcos.[24]

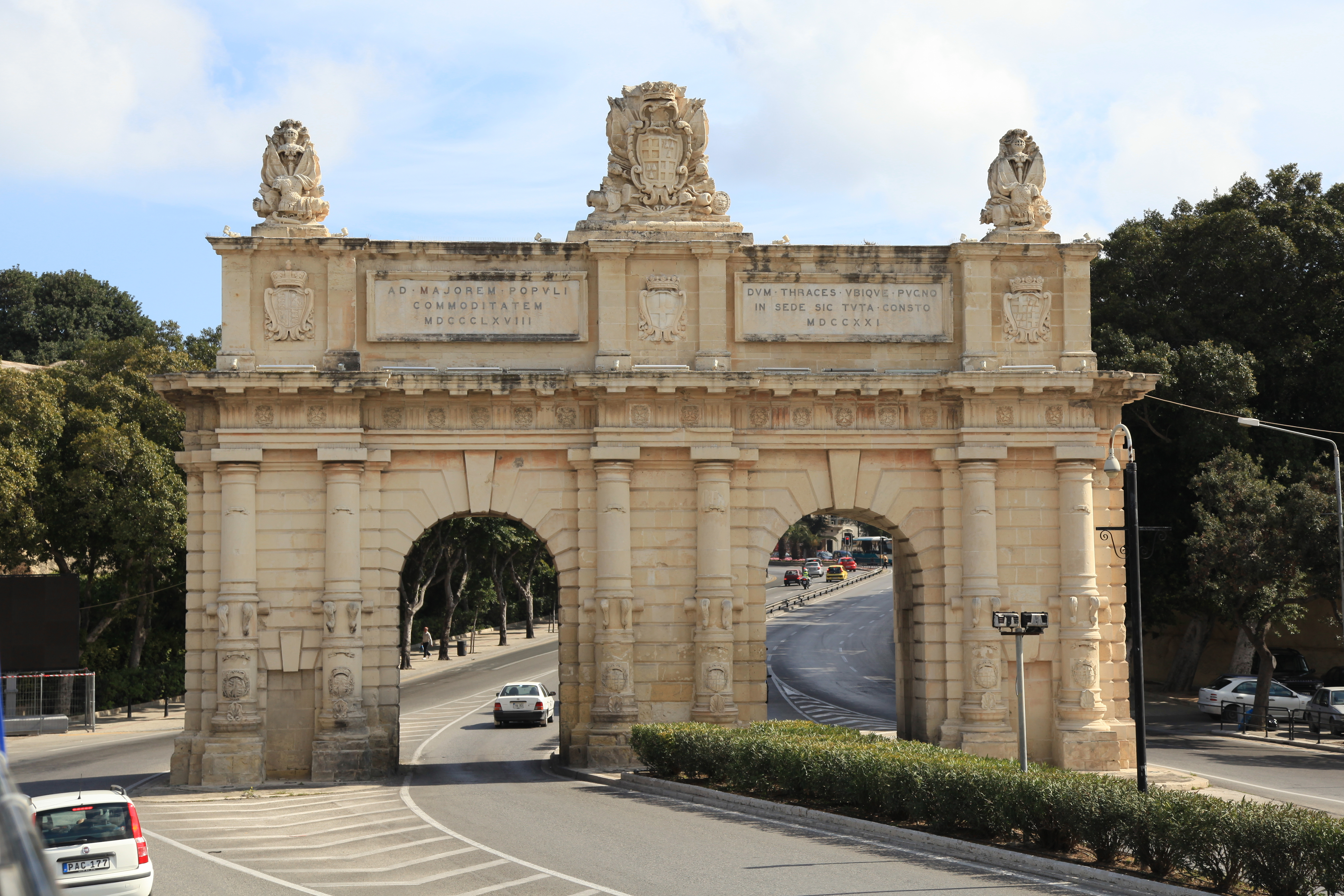
Porte des Bombes

El frente de tierra está rodeado por una zanja, que contiene las siguientes obras exteriores :
- Contraguardia de San Salvatore: una contraguardia cerca del Bastión de San Salvatore.[26]
- Pietà Lunette: una luneta pentagonal entre el bastión de San Salvatore y Notre Dame Ravelin, frente a Pietà Creek. Fue dañado por bombardeos aéreos en la Segunda Guerra Mundial .[27]
- Notre Dame Ravelin, un revellín pentagonal cerca de la cortina de Notre Dame, entre los bastiones de San Salvatore y San Felipe. Varios edificios gubernamentales modernos se encuentran en el área abierta dentro del revellín.[28]
- Una luneta pentagonal entre Notre Dame Ravelin y el Bastión de San Felipe. Fue dañado por bombardeos aéreos en la Segunda Guerra Mundial, pero el daño fue reparado.[29]
- Luneta de Porte des Bombes: fue demolida a principios del siglo XX para dar paso a la carretera moderna a La Valeta.[11]
- St. Francis Ravelin: un revellín pentagonal cerca de St. Anne Curtain, entre los bastiones de San Felipe y San Francisco. Las oficinas de la Autoridad de Planificación y Medio Ambiente de Malta (MEPA) están ubicadas en el área abierta dentro del revellín.[30]

Las obras exteriores están rodeadas por una falsabraga, un foso avanzado, un camino cubierto, y un glacis. En la década de 1720, se construyó una puerta conocida como Porta dei Cannoni en la falsabraga. La puerta fue ampliada por los británicos y se conoció como Porte des Bombes. Finalmente se separó de la falsabraga para facilitar el flujo de tráfico, y ahora parece un arco triunfal.

### Encinte de Marsamxett

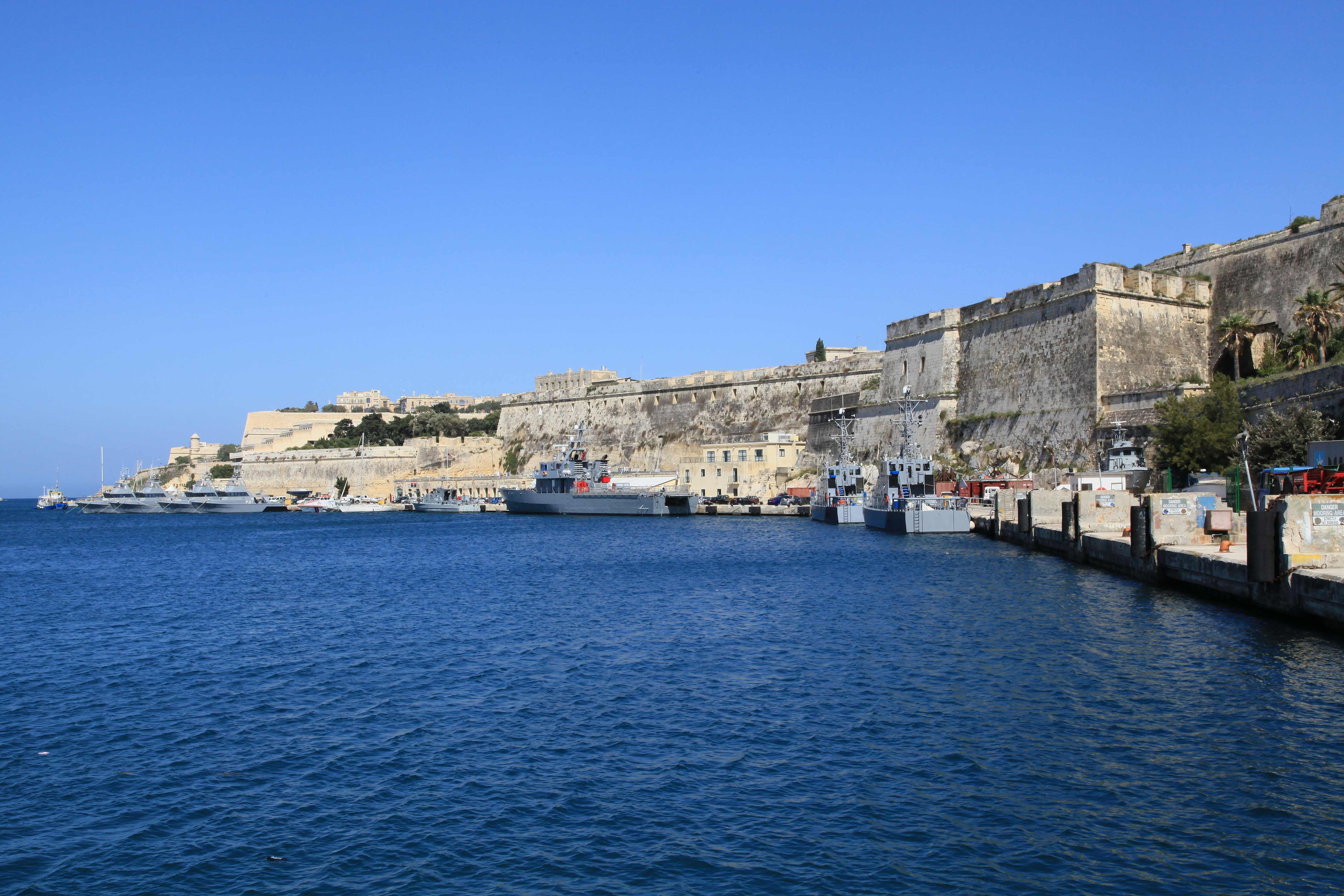
El recinto a lo largo del puerto de Marsamxett

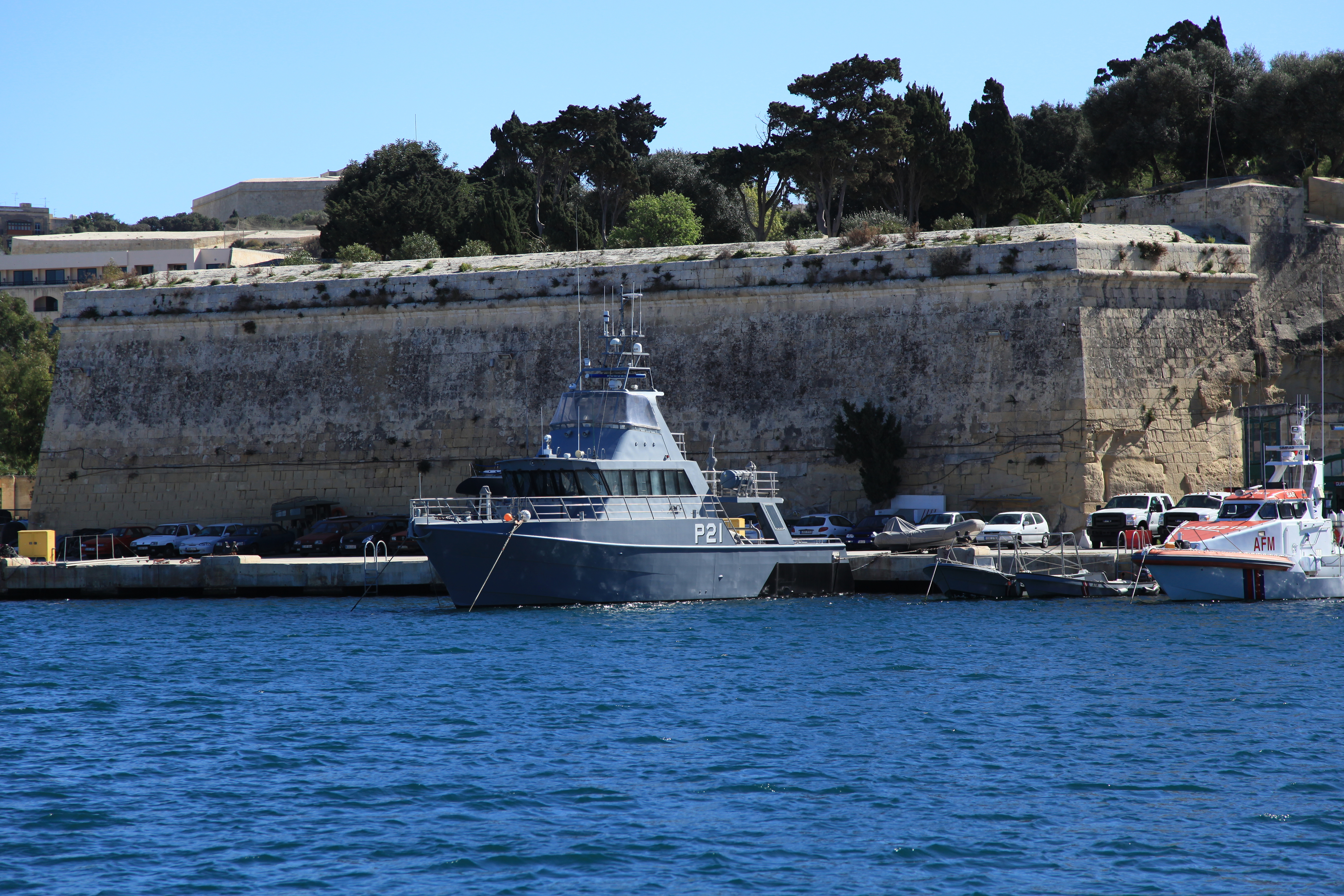
Bastión de Msida

El recinto a lo largo del lado que da al puerto de Marsamxett comienza en el bastión de San Salvatore del frente terrestre de Floriana y originalmente terminaba en la contraguardia de St. Michael del frente terrestre de La Valeta . Consiste en lo siguiente:
- Baluarte de la Vittoria: pequeño baluarte acasamatado injertado en el Baluarte de Provenza que forma parte del frente terrestre.[36]
- Cortina Polverista: un largo muro cortina acasamatado entre La Vittoria y los bastiones de Msida. Pasa por alto la base AFM en Hay Wharf.[37]
- Bastión de Msida: un bastión asimétrico poligonal con un recorte de semibaluartes. Un cementerio fue construido en su parte superior en el siglo XIX.[38]
- Un muro de cortina sin nombre entre los bastiones de Msida y Cuarantena.[39]
- Bastión Cuarentena: un bastión asimétrico poligonal con un recorte de semibaluartes. Es atravesado por una carretera moderna.[40]

Además, un recinto abaluartado conocido como Trinchera Norte está ubicado detrás de todo el recinto de Marsamxett, actuando como una línea de defensa secundaria.

### Recinto del Gran Puerto

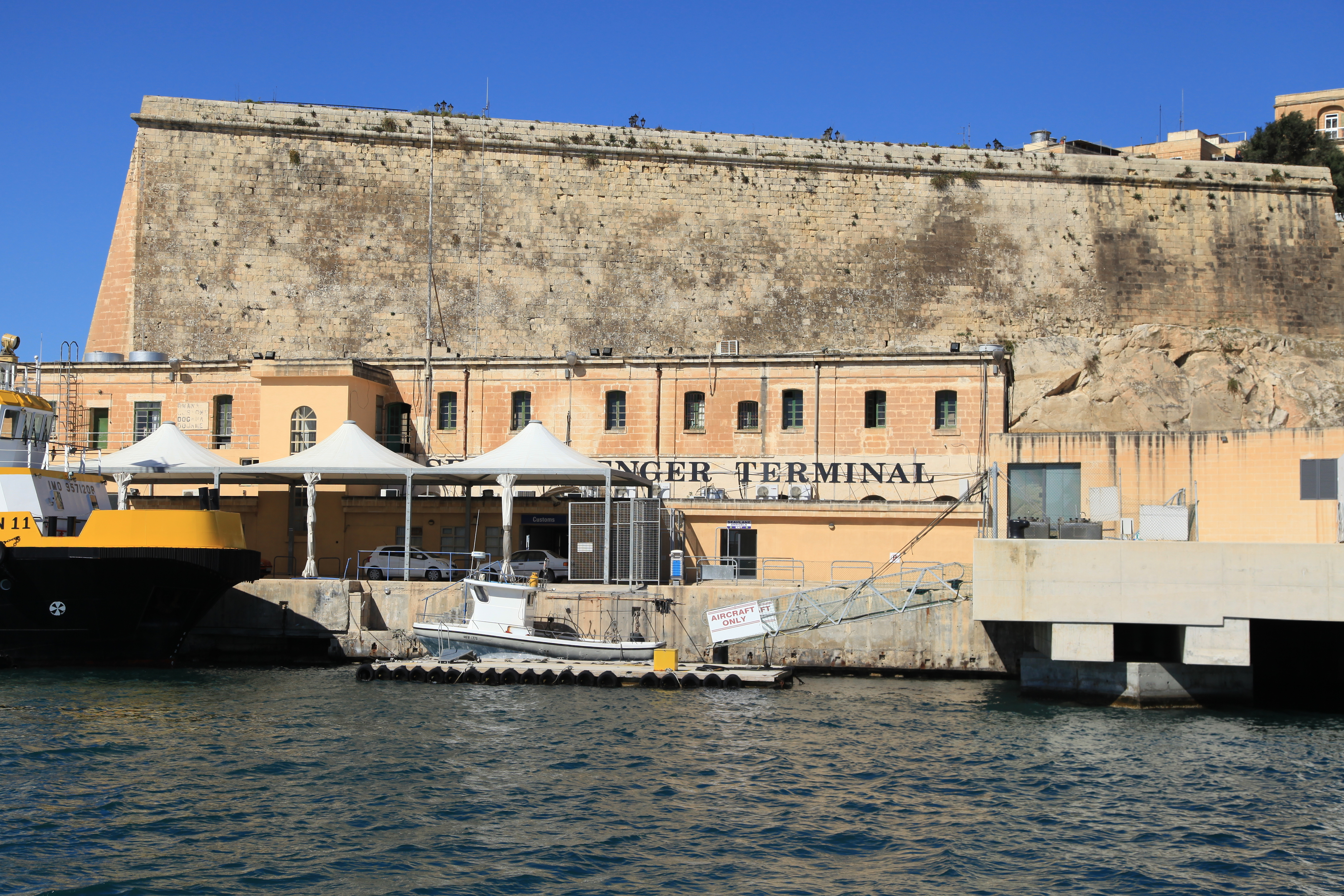
Bastión de los capuchinos

El recinto a lo largo del lado que da al Gran Puerto comienza en el Bastión de San Francisco del Frente Terrestre de Floriana y termina en la Contraguardia de San Pedro y San Pablo del Frente Terrestre de La Valeta. Consiste en lo siguiente:
- Bastión de los Capuchinos, también conocido como Dhoccara o Bastión Polverista - un semi-bastión vinculado al Bastión de San Francisco del frente terrestre. Contiene un cargador de pólvora del siglo XVIII.[42]
- un muro de cortina que une el Bastión de los Capuchinos con la plataforma cerca de la Cortina del Crucifijo[43]
- una plataforma o bastión de cara plana cerca de la cortina del crucifijo[44]
- Cortina del crucifijo: muro de cortina que une la plataforma con el Bastión del crucifijo[45]
- Bastión del crucifijo: un gran bastión asimétrico que contiene un cargador de pólvora del siglo XIX. También tenía un emplazamiento de hormigón para un cañón BL de 9 pulgadas, pero se eliminó.[46]
- Cortina de Kalkara: muro cortina que une el Crucifijo y los bastiones de Kalkara. Es atravesado por una carretera moderna.[47]
- Bastión de Kalkara: un recinto con bastiones que se une a la contraguardia de San Pedro y San Pablo del Frente Terrestre de La Valeta.[48]